# باد اکتون
باد اکتون (انگلیسی: Bud Acton؛ زادهٔ ۱۱ ژانویهٔ ۱۹۴۲) بازیکن بسکتبال اهل ایالات متحده آمریکا است.
از باشگاه‌هایی که در آن بازی کرده‌است می‌توان به هیوستون راکتس اشاره کرد.